# Muktsar
Muktsar é uma cidade  no distrito de Muktsar, no estado indiano de Punjab.

## Geografia
Muktsar está localizada a 30° 29′ N, 74° 31′ L. Tem uma altitude média de 184 metros (603 pés).

## Demografia
Segundo o censo de 2001, Muktsar tinha uma população de 83,099 habitantes. Os indivíduos do sexo masculino constituem 53% da população e os do sexo feminino 47%. Muktsar tem uma taxa de literacia de 65%, superior à média nacional de 59.5%: a literacia no sexo masculino é de 70% e no sexo feminino é de 59%. Em Muktsar, 12% da população está abaixo dos 6 anos de idade.